# 納森特冰川
納森特冰川（英語：Nascent Glacier），是南極洲的冰川，位於維多利亞地的博克格雷溫克海岸，處於登山家山脈東端，終點在岡特利特嶺和因德克斯角，現時由南極條約體系管理。
73°22′S 167°37′E / 73.367°S 167.617°E